# Perissopmeros darwini
Espèce
Perissopmeros darwini est une espèce d'araignées aranéomorphes de la famille des Malkaridae.

## Distribution
Cette espèce est endémique du Great Southern en Australie-Occidentale,. Elle se rencontre dans la chaîne de Stirling.

## Description
Le mâle holotype mesure 2,35 mm.

## Étymologie
Cette espèce est nommée en l'honneur de Charles Darwin.

## Publication originale
- Rix, Roberts & Harvey, 2009 : The spider families Synotaxidae and Malkaridae (Arachnida: Araneae: Araneoidea) in Western Australia. Records of the Western Australian Museum, vol. 25, no 2, p. 295-304 (texte intégral).